# Hubert Cuypers

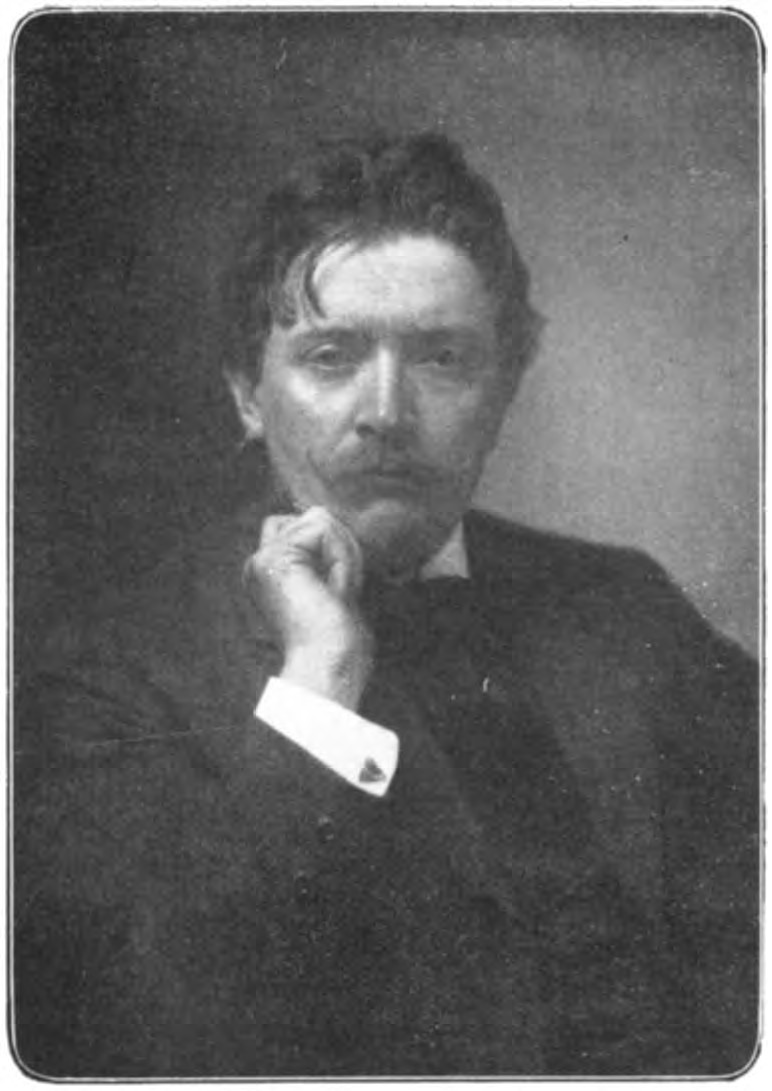
Hubert Cuypers ca. 1911

Engelbertus (Hubert) Cuypers (Baexem, 26 december 1873 – Amsterdam, 22 februari 1960) was een Nederlands organist, dirigent en componist.

## Achtergrond
Hij werd geboren binnen het gezin van koster/organist Frans Cuypers en Anna Maria Elisabeth Peeters. Hij trouwde in 1897 met Anna Mathilda Fuchs. Zoon Jules Cuypers werd muziekrecensent van De Telegraaf en was eveneens organist. Hubert Cuypers was ridder in de Orde van Oranje Nassau (1953), was in het bezit van het ridderkruis van de Orde van Sanctus Gregorius Magnus, de Belgische Leopoldsorde (1956) en werd opgenomen in de Franse Nationale orde van het Legioen van Eer (1927). Hij overleed aan een griepaanval in het Sint-Bernardus Gesticht aan de Nieuwe Passeerdersstraat in Amsterdam. Hij werd begraven op het kerkhof Buitenveldert.

## Muziek
Hij kreeg zijn muziekopleiding van zijn vader Frans Cuypers (organist te Baexem) , Franz Nekes (van de kerkmuziekschool in Aken) en vermoedelijk ook van Henri Thijssen (een volkscomponist) in Roermond. Toen die studie voltooid was, kreeg hij het dirigentschap van de Keizersgrachtkerk in Amsterdam. In die stad zette hij zijn studie voort bij Bernard Zweers. Hij was leider van diverse koren in het land, zoals Arti et religione te Amsterdam (opvolger van Anton Averkamp), Palestrinakoor te Utrecht, Schola Cantorum (voortzetting van het door Cuypers opgerichte Amsterdamse Kunstkring), Christelijke Oratorium Vereniging te Amsterdam, Sursum Corda te Leiden en Die Haghesangers uit Den Haag, jongenskoor De minnestreelen en vanaf 1924 tot 1954 dirigent van de Sint-Agneskerk. Van 1922 tot en met 1943 stond hij minstens 65 keer voor het Concertgebouworkest, waarbij veelvuldig eigen werk dirigeerde (ook wel zonder dat orkest).
Hij was promotor van Gregoriaanse muziek en zat in die hoedanigheid een flink aantal jaren ook in de censorencommissie van de Nederlandse Sint-Gregoriusvereniging.
Van zijn hand verschenen:
- Missa in honorem Sanctissimae Trinitatis (vierstemmig mannenkoor), opus 5
- Alphonsescantate (voor solisten, koor en orkest
- Te Deum (achtstemmig mannenkoor en orgel
- Terwe, een declamatorium, melodrama op tekst van René de Clercq
- Die Wallfahrt nach Kevlaer
- Das klagende Lied
- muziek bij Joost van den Vondels Adam in ballingschap en Lucifer voor het toneelgezelschap van Willem Royaards met uitvoeringen in het Paleis voor Volksvlijt.
- Cantiones et antiphonae Mariane (voor drie gelijke stemmen a capella)
- Caecilia-cantate (tenor en vierstemmig mannenkoor)
- een Communielied voor zangstem en piano
- Goeden nacht voor zangstem en piano
- De paarlen van Montmartre (operette)
- De dochter van de radjah (opéra comique)
- Kerstmotet Transeamus (SATTBB en orgel)

- Bibliothèque nationale de France: cb13180563p (data)
- Biografisch Portaal: 87070963
- International Standard Name Identifier: 0000 0001 1682 7668
- Library of Congress Control Number: no95031718
- Nederlandse Thesaurus van Auteursnamen: 069999813
- Virtual International Authority File: 31580188